# Our Modern Maidens
Our Modern Maidens (bra: Donzelas de Hoje) é um filme mudo estadunidense de 1929, do gênero comédia dramática, dirigido por Jack Conway, e estrelado por Joan Crawford em seu último papel no cinema mudo. A produção não possui diálogo audível, mas apresenta trilha sonora e efeitos sonoros sincronizados.

## Sinopse
A herdeira Billie Brown (Joan Crawford) está noiva de seu namorado de longa data, o diplomata Gil Jordan (Douglas Fairbanks Jr.). Quando Billie visita o diplomata sênior Glenn Abbott (Rod La Rocque) para garantir que seu namorado consiga uma posição favorável no trabalho, ela e Glenn começam a sentir uma atração inegável um pelo outro. Gil também começa a se sentir atraído por outra pessoa, Kentucky Strafford (Anita Page), hóspede de Billie, que fica grávida dele. Com o tempo, Gil percebe que ama Kentucky, mas ainda assim acaba se casando com Billie. Assim que Billie descobre que Gil é o pai do filho de Kentucky, seu casamento é anulado e ambos começam a tentar conquistar as pessoas que realmente amam.

## Elenco
- Joan Crawford como Billie Brown
- Rod La Rocque como Glenn "Dynamite" Abbott
- Douglas Fairbanks Jr. como Gil Jordan
- Anita Page como Kentucky Strafford
- Josephine Dunn como Ginger
- Edward J. Nugent como Reg
- Albert Gran como B. Bickering Brown

## Sinopse

### Bilheteria
De acordo com os registros da Metro-Goldwyn-Mayer, o filme arrecadou US$ 675.000 nacionalmente e US$ 182.000 no exterior, totalizando US$ 857.000 mundialmente. O retorno lucrativo da produção foi de US$ 248.000.

## Homenagens
O filme foi indicado para a lista "100 Anos...100 Paixões" (2002), do Instituto Americano de Cinema.